# Wellington (Colorado)
Wellington is een plaats (town) in de Amerikaanse staat Colorado, en valt bestuurlijk gezien onder Larimer County.

## Demografie
Bij de volkstelling in 2000 werd het aantal inwoners vastgesteld op 2672.
In 2006 is het aantal inwoners door het United States Census Bureau geschat op 4128, een stijging van 1456 (54,5%).

## Geografie
Volgens het United States Census Bureau beslaat de plaats een oppervlakte van
4,6 km², geheel bestaande uit land. Wellington ligt op ongeveer 1573 m boven zeeniveau.

## Plaatsen in de nabije omgeving
De onderstaande figuur toont nabijgelegen plaatsen in een straal van 24 km rond Wellington.